# Crash Landing on You
Crash Landing on You (hangul: 사랑의 불시착; rr: Sarangui Bulsichak; lit. Love's Emergency Landing) é uma telenovela sul-coreana exibida de 14 de dezembro de 2019 a 16 de fevereiro de 2020, através da emissora tvN na Coreia do Sul e pela Netflix internacionalmente, contendo um total de dezesseis episódios. É estrelada por Hyun Bin, Son Ye-jin, Kim Jung-hyun e Seo Ji-hye. Seu enredo refere-se a uma mulher sul-coreana que acidentalmente vai parar na Coreia do Norte.
A exibição de Crash Landing on You tornou-se o drama da tvN de maior audiência e o terceiro drama coreano com a melhor audiência da história da televisão a cabo coreana.

## Enredo
Conta a história de dois amantes cruzados, Yoon Se-ri (Son Ye-jin), uma chaebol sul-coreana, e Ri Jeong-hyuk (Hyun Bin), um membro da elite norte-coreana e capitão da força policial especial da Coreia do Norte. Um dia, enquanto Yoon Se-ri faz um curto passeio de parapente em Seul, na Coreia do Sul, um tornado repentino a atinge, lhe derrubando. Ela acorda e descobre que seu parapente bateu em uma árvore em uma floresta na zona desmilitarizada do lado da Coreia do Norte (uma área proibida para sul-coreanos). Lá então conhece Ri Jeong-hyeok, que acaba abrigando Yoon Se-ri e passa a desenvolver planos para ajudá-la secretamente a retornar à Coreia do Sul. No entanto, com o tempo eles se apaixonam, apesar da divisão e disputa entre seus respectivos países.

## Elenco

### Elenco principal
- Hyun Bin como (Ri Jeong Hyuk/Lee Hyuk) [1]

Um capitão do exército norte-coreano habilidoso e dedicado, que é de uma família poderosa (seu pai é o diretor do Departamento Político Geral). Apesar de ser um prodígio no piano, ele teve que desistir de seus estudos na Suíça para se juntar ao pai nas forças armadas, depois que seu irmão mais velho morreu em um misterioso acidente de carro. Ele esconde e protege Se-ri depois que ela acidentalmente cai em seu território de patrulha. Enquanto ele tenta ajudá-la a encontrar seu caminho de volta para a Coreia do Sul, ele começa a se apaixonar por ela, causando conflitos com seu senso de dever para com o país e a família.
- Son Ye-jin como (Yoon Se-ri/Choe Sam Suk)[1]

Uma chaebol sul-coreana, que possui um histórico familiar conturbado, pois é filha ilegítima de seu pai (enquanto o pai a ama, ela é alvo de ressentimento por seus meio-irmãos e esposas, além de negligência por sua madrasta). No entanto, ela é uma empresária de sucesso que fundou sua própria empresa, a Se-ri's Choice. Ela conhece Ri Jeong-hyuk após pousar acidentalmente na Coreia do Norte devido a um acidente de parapente. Enquanto inicialmente permanece ansiosa para retornar à Coreia do Sul, ela começa a se sentir em conflito ao se apaixonar por Jeong-hyeok e fazer amizade com sua comunidade.
- Kim Jung-hyun como Gu (Seung-joon/Alberto Gu)[2]

Um vigarista sul-coreano inteligente, mas pobre, com cidadania britânica. Ele se juntou ao irmão de Se-ri, Se-yung, para desviar dinheiro da empresa de sua família. Se-yung tentou organizar um casamento entre Sung-joon e Se-ri, mas ela imediatamente sentiu as más intenções de Seung-joon em seu primeiro encontro e o rejeitou. Após sua rejeição, Seung-joon rouba com sucesso uma fortuna da empresa da família dela sob a vigilância de Se-yung e foge para a Coreia do Norte para evitar a prisão.
- Seo Ji-hye como Seo Dan[3]

Uma herdeira da loja de departamentos norte-coreana e uma aspirante a violoncelista, que também é a noiva de Ri Jeong-hyuk, através de um casamento arranjado por seus pais. Enquanto ela está irremediavelmente apaixonada por Ri, ele não retribui seus sentimentos, mas concorda com o casamento futuro por um senso de dever para com os pais.

### Elenco de apoio

#### Pessoas ao redor de Yoon Se-ri
- Nam Kyung-eup como Yoon Jeung-pyeong, pai de Se-ri, chaebol sul-coreano e presidente do Queen's Group.
- Bang Eun-jin como Han Jeong-yeon, madrasta de Se-ri.
- Choi Dae-hoon como Yoon Se-joon, meio-irmão de Se-ri.
- Hwang Woo-seul-hye como Do Hye-ji, esposa de Se-joon.
- Park Hyung-soo como Yoon Se-hyung, meio-irmão de Se-ri.
- Yoon Ji-min como Go Sang-ah, esposa de Se-hyung.
- Go Kyu-pil como Hong Chang-sik, gerente de equipe de Se-ri.
- Lim Chul-soo como Park Soo-chan, agente de seguros de Se-ri

#### Pessoas ao redor de Ri Jeong-hyuk
- Jun Gook-hwan como Ri Choong-ryeol, pai de Jeong-hyuk, diretor do Departamento Político Geral e vice-marechal do Exército Popular Coreano
- Jung Ae-ri como Kim Yoon-hee, mãe de Jeong-hyuk.
- Ha Seok-jin como Ri Moo-hyuk, irmão de Jeong-hyuk.
- Oh Man-seok como Jo Cheol-kang, membro do Departamento de Segurança das Forças Armadas da Coreia do Norte.[4]
- Yang Kyung-won como Pyo Chi-su, um sargento do exército norte-coreano, que às vezes gosta de álcool no trabalho.
- Yoo Su-bin como Kim Ju-muk, sargento do exército norte-coreano, fã de dramas coreanos.
- Lee Shin-young como Park Kwang-beom, primeiro tenente do exército norte-coreano, que não tem conhecimento de sua boa aparência modelo.
- Tang Joon-sang como Geum Eun-dong, um soldado do exército norte-coreano, que é o único apoiador de sua família.[5][6]
- Kim Young-min como Jeong Man-bok, um escultor norte-coreano que conhece a história por trás da morte de Ri Moo-hyuk. Ele é conhecido como "O Rato" na vila.[4]

#### Pessoas ao redor de Seo Dan
- Jang Hye-jin como Go Myeong-eun, mãe de Dan.
- Park Myung-hoon como Go Myeong-sok, tio de Dan.
- Hong Woo-jin como diretor Cheon

#### Pessoas na vila norte-coreana
- Kim Sun-young como Na Wol-sook
- Kim Jung-nan como Ma Yeong-ae
- Jang So-yeon como Hyeon Myeong-soon
- Cha Chung-hwa como Yang Ok-geum

### Aparições especiais
- Jung Kyung-ho como Cha Sang-woo, ex-namorado sul-coreano de Se-ri (episódios 1, 5 e 7)
- Park Sung-woong como motorista de táxi norte-coreano (episódio 4)
- Na Young-hee como proprietária de uma boutique de vestidos de noiva norte-coreana (Ep. 7)
- Kim Soo-hyun como Bang Dong-gu, um espião norte-coreano da Divisão 11, disfarçado de idiota da vila (episódio 10)
- Kim Sook como uma cartomante norte-coreana (episódios 11 e 16)
- Choi Ji-woo como ela mesma (episódio 13)

## Produção

### Desenvolvimento
A premissa de Crash Landing on You foi inspirada em um evento real envolvendo a atriz sul-coreana, Jung Yang. Em setembro de 2008, Yang e três pessoas tiveram que ser resgatadas depois que um nevoeiro fez com que seu barco de lazer chegasse "à fronteira marítima entre a Coreia do Norte e a Coreia do Sul". Park Ji-eun, roteirista do drama, foi apresentada a um desertor norte-coreano, que havia se tornado consultor de cinema e ao escritor Kwak Moon-wan, que se tornou parte da equipe de roteiristas do drama. Kwak, que estudou direção de cinema em Pyongyang e também foi membro de uma força de segurança de elite que protege os Kim, ajudou a elaborar a trama do drama e a conceituar o cenário e as cenas que retrata a vida norte-coreana.

### Filmagem
O processo de produção provou ser "cuidadosamente meticulosa", devido ao relacionamento entre a Coreia do Sul com a Coreia do Norte, onde ocorre a maior parte do enredo da história. Evitou-se o uso do honorífico Presidente para se referir aos líderes da Coreia do Norte, e os alfinetes de lapela norte-coreanos usados pelos membros do elenco, que assumiam papéis norte-coreanos eram um terço menor que o tamanho real. O gerente de adereços, Joo Dong-man, disse que a equipe de produção não tinha um "guia sobre vários obstáculos que precisavam pular - com habilidade e delicadeza - para descrever com precisão o país enquanto evitava as críticas" e, portanto, tinham que ter cuidado "para não deturpar o Estado". Eles trabalharam com orientação de norte-coreanos que moram na Coreia do Sul e através de pesquisa.
A primeira leitura do roteiro ocorreu em 31 de julho de 2019 em Sangam-dong, Seul, e as filmagens no exterior começaram no fim de agosto de 2019. As cenas norte-coreanas foram filmadas na Coreia do Sul e na Mongólia. Enquanto as cenas que ocorreram na Suíça foram filmadas no local.

## Trilha sonora
A seguir está a lista oficial de faixas de Crash Landing on You: Original Soundtrack. As faixas sem compositores e letristas indicados são a partitura do drama; os artistas indicados para essas faixas são os próprios compositores das faixas.
| CD 1           |                                                          |                             |         |  |
| N.º            | Título                                                   | Artista                     | Duração |  |
| 1.             | "But It's Destiny" (우연인 듯 운명)                      | 10cm                        | 3:51    |  |
| 2.             | "Flower"                                                 | Yoon Mi-rae                 | 4:12    |  |
| 3.             | "Sunset" (노을)                                          | Davichi                     | 3:37    |  |
| 4.             | "Here I Am Again" (다시 난, 여기)                        | Baek Ye-rin                 | 3:55    |  |
| 5.             | "Someday" (어떤 날엔)                                    | Kim Jae-hwan                | 4:20    |  |
| 6.             | "Sigriswil" (Crash Landing on You Title Full Version)    | Kim Kyung-hee               | 3:42    |  |
| 7.             | "Spring in My Hometown" (고향의 봄)                      | Nam Hye-seung Park Sang-hee | 4:47    |  |
| 8.             | "The Wind of the Day" (그날의 바람)                      | Nam Hye-seung Park Sang-hee | 4:58    |  |
| 9.             | "The Song for My Brother" (형을 위한 노래)               | Nam Hye-seung Park Sang-hee | 4:21    |  |
| 10.            | "My Companion" (나의 동무여)                             | Nam Hye-seung Park Sang-hee | 5:15    |  |
| 11.            | "Like a Wild Flower" (들꽃처럼)                          | Nam Hye-seung Park Sang-hee | 4:35    |  |
| 12.            | "Time of Jeong-hyuk for Se-ri" (세리를 향한 정혁의 시간) | Nam Hye-seung Park Sang-hee | 1:48    |  |
| 13.            | "Moments We Walked Together" (함께 걷던 순간)            | Nam Hye-seung Go Eun-jung   | 2:34    |  |
| 14.            | "Se-ri's Choice" (세리스 쵸이스)                         | Nam Hye-seung Park Sang-hee | 1:55    |  |
| Duração total: | Duração total:                                           | Duração total:              | 53:45   |  |

| CD 2           |                                                             |                             |         |  |
| N.º            | Título                                                      | Artista                     | Duração |  |
| 1.             | "Photo of My Mind" (내 마음의 사진)                         | Song Ga-in                  | 4:34    |  |
| 2.             | "The Hill of Yearning" (그리움의 언덕)                      | April 2                     | 3:55    |  |
| 3.             | "All of My Days" (나의 모든 날)                             | Sejeong (Gugudan)           | 3:58    |  |
| 4.             | "Like You" (좋다)                                           | So Soo-bin Sohee ( Nature ) | 3:39    |  |
| 5.             | "Let Us Go" (둘만의 세상으로 가)                            | Crush                       | 3:42    |  |
| 6.             | "Give You My Heart" (마음을 드려요)                         | IU                          | 4:41    |  |
| 7.             | "Yeong-ae and Villagers" (영애동지와 마을 사람들)           | Nam Hye-seung Park Sang-hee | 3:14    |  |
| 8.             | "Chi-soo and Se-ri" (치수와 세리)                           | Nam Hye-seung Park Sang-hee | 3:14    |  |
| 9.             | "The Song for My Brother" (형을 위한 노래; orchestral ver.) | Nam Hye-seung Park Sang-hee | 4:35    |  |
| 10.            | "Seo Dan" (단이)                                            | Nam Hye-seung Park Sang-hee | 0:52    |  |
| 11.            | "Same Sky, Different World" (같은 하늘, 다른 세상)          | Nam Hye-seung Park Sang-hee | 3:18    |  |
| 12.            | "Picnic" (소풍)                                             | Nam Hye-seung Park Sang-hee | 3:12    |  |
| 13.            | "The Season of Us" (너와 나의 그 계절)                      | Nam Hye-seung Park Sang-hee | 3:47    |  |
| 14.            | "When That Day Comes" (그날이 오면)                         | Nam Hye-seung Park Sang-hee | 4:22    |  |
| 15.            | "Sigriswil" (Opening Title Version)                         | Kim Kyung-hee               | 0:42    |  |
| Duração total: | Duração total:                                              | Duração total:              | 51:27   |  |

## Recepção
Na tabela abaixo, os números azuis representam as audiências mais baixas e os números vermelhos representam as audiências mais elevadas.
| Episódio | Data de transmissão     | Audiência média | Audiência média |
| Episódio | Data de transmissão     | AGB Nielsen     | AGB Nielsen     |
| Episódio | Data de transmissão     | Em todo o país  | Seul            |
| -------- | ----------------------- | --------------- | --------------- |
| 1        | 14 de dezembro de 2019  | 6.074%          | 6.558%          |
| 2        | 15 de dezembro de 2019  | 6.845%          | 7.841%          |
| 3        | 21 de dezembro de 2019  | 7.414%          | 7.689%          |
| 4        | 22 de dezembro de 2019  | 8.499%          | 9.409%          |
| 5        | 28 de dezembro de 2019  | 8.730%          | 9.794%          |
| 6        | 29 de dezembro de 2019  | 9.223%          | 9.535%          |
| 7        | 11 de janeiro de 2020   | 9.394%          | 9.738%          |
| 8        | 12 de janeiro de 2020   | 11.349%         | 12.031%         |
| 9        | 18 de janeiro de 2020   | 11.516%         | 12.355%         |
| 10       | 19 de janeiro de 2020   | 14.633%         | 15.903%         |
| 11       | 1 de fevereiro de 2020  | 14.238%         | 14.648%         |
| 12       | 2 de fevereiro de 2020  | 15.933%         | 16.413%         |
| 13       | 8 de fevereiro de 2020  | 14.097%         | 14.620%         |
| 14       | 9 de fevereiro de 2020  | 17.705%         | 18.612%         |
| 15       | 15 de fevereiro de 2020 | 17.066%         | 17.406%         |
| 16       | 16 de fevereiro de 2020 | 21.683%         | 23.249%         |
| Média    | Média                   | 12.150%         | 12.863%         |
| Especial | 4 de janeiro de 2020    | 3.810%          | 4.253%          |
| Especial | 5 de janeiro de 2020    | 2.975%          | 3.252%          |
| Especial | 25 de janeiro de 2020   | 4.180%          | 4.283%          |

- Este drama foi transmitido por um canal de televisão por assinatura, que normalmente tem um público relativamente menor em comparação com as emissoras de televisão abertas (KBS, SBS, MBC e EBS).